# Iglesia de Santa María (Guialmons)
La iglesia de Santa María de Guialmons es un edificio religioso del núcleo de Guialmons en el municipio de Las Pilas perteneciente a la comarca catalana de la Cuenca de Barberá en la provincia de Tarragona. Es una iglesia de arquitectura románica incluida en el Inventario del Patrimonio Arquitectónico de Cataluña y protegida como Bien Cultural de Interés Local.

## Historia

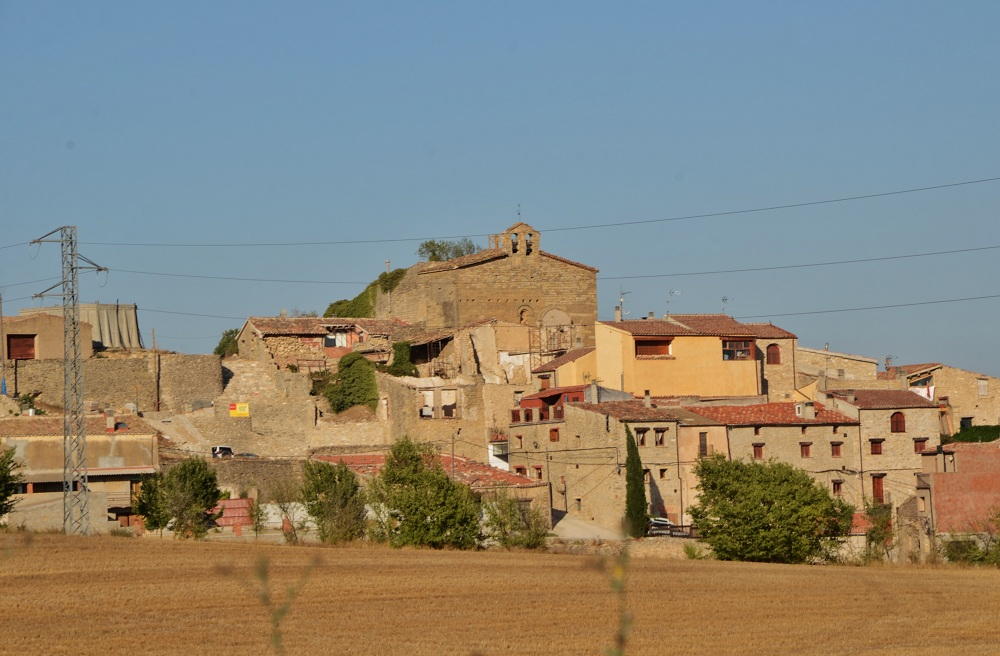
Vista general desde la población.

En el año 1080 se menciona documentalmente, por primera vez, el topónimo «Guialmons», que entonces correspondía a una cuadra. El Castillo de Guialmons se menciona el 1132 como propiedad de la familia Timor –una estirpe emparentada con los Queralt, señores de Santa Coloma–. El edificio de la iglesia se debería construir durante la segunda mitad del siglo XII, a pesar de no aparecer documentada hasta el siglo XIV, momento en el que fue favorecida por repetidas donaciones testamentarias, según consta en los testamentos de la escribanía pública de Santa Coloma de Queralt. No fue nunca parroquia ya que figura como sufragánea de la iglesia de San Salvador de Figuerola durante estos años.

## Arquitectura

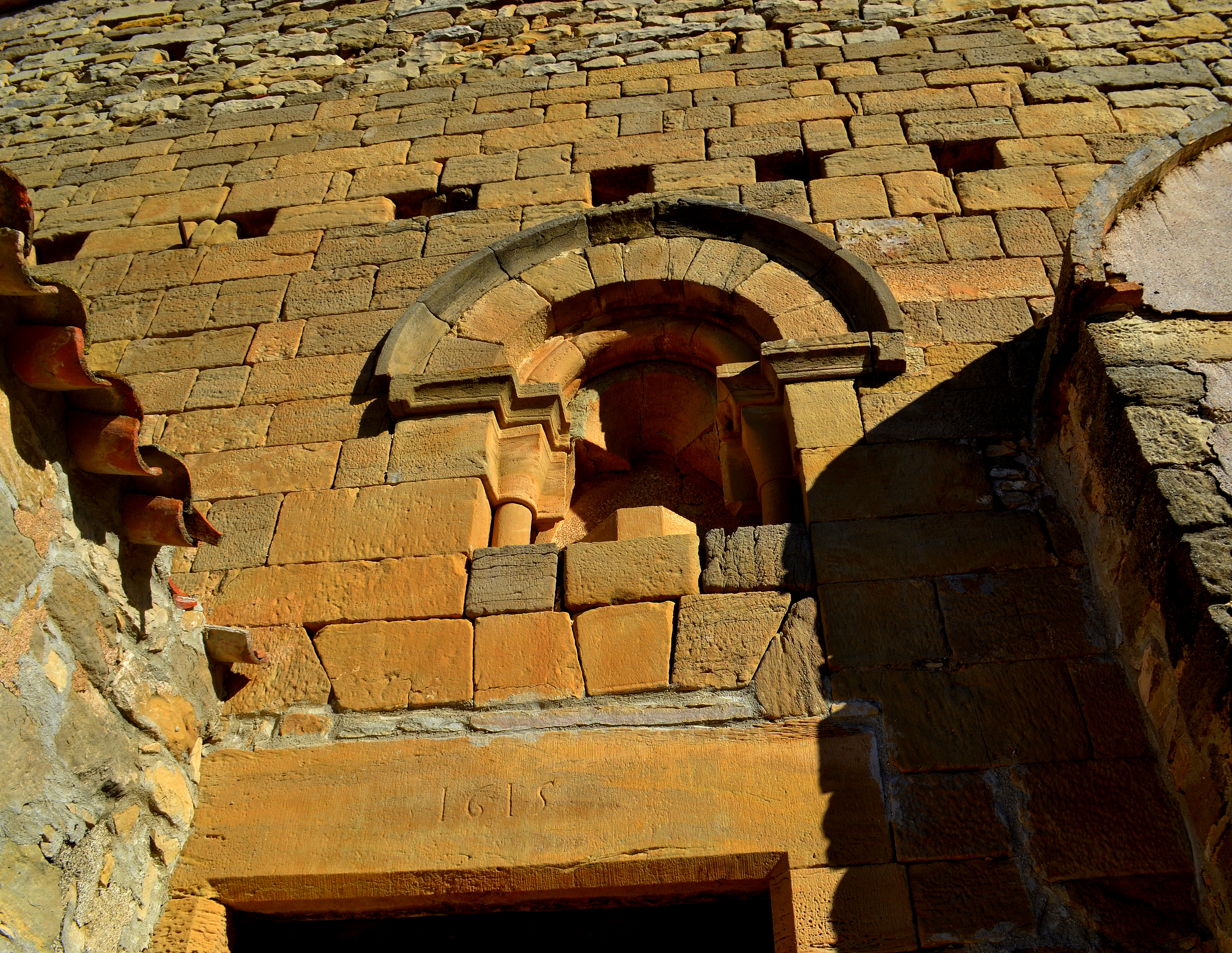
Detalle exterior de una ventana

Es una iglesia de una sola nave con el presbiterio plano. Va cubierta por una bóveda de cañón apuntada que arranca de una imposta. La puerta de acceso originaria está ahora en desuso, pero se conserva en la parte de los pies del edificio, abierta en el muro del sur. Es de arco de medio punto y adintelada. No muestra ningún tipo de ornamentación y únicamente una moldura, a modo de guardapolvos, recorre la totalidad del arco por el exterior. En la misma fachada se ha conservado una ventana románica también de arco de medio punto y con una pequeña arquivolta en el interior. Tipológicamente recuerda la estructura de la portada románica en la iglesia de San Miguel de Forés. El material constructivo empleado en la totalidad del edificio es el sillar de piedra, cortado con cuidado y dispuesto en el muro con aparato isódomo.
El edificio, con el paso de los años, quedó totalmente rodeado por las casas del pueblo. Por esta razón hubo de construir la nueva puerta de acceso en la fachada del sur, con un dintel donde está datada del 1615. El templo ha sido muy reformado y ampliado con dos altares laterales; además, se alargó por la parte del ábside, el cual desapareció, si bien se conserva algún trozo en los muros laterales. El campanario de espadaña de dos ojos, de época más tardía, está situado sobre esta fachada.